# Kawasaki, Fukuoka
Kawasaki (japanska: 川崎町?, Kawasaki-machi) är en landskommun (köping) i Fukuoka prefektur i Japan. 